# Liste der Kulturgüter in Häutligen
Die Liste der Kulturgüter in Häutligen enthält alle Objekte in der Gemeinde Häutligen im Kanton Bern, die gemäss der Haager Konvention zum Schutz von Kulturgut bei bewaffneten Konflikten, dem Bundesgesetz vom 20. Juni 2014 über den Schutz der Kulturgüter bei bewaffneten Konflikten sowie der Verordnung vom 29. Oktober 2014 über den Schutz der Kulturgüter bei bewaffneten Konflikten unter Schutz stehen.
Es sind weder A-Objekte noch B-Objekte auf dem Gemeindegebiet ausgewiesen, Objekte der Kategorie C fehlen zurzeit (Stand: 22. Februar 2024). Unter übrige Baudenkmäler sind Objekte zu finden, die im Bauinventar des Kantons Bern als «schützenswert» verzeichnet sind.

## Übrige Baudenkmäler
Hinweis: Als Objekt-Identifikator (ID) wird die Grundstücksnummer verwendet.
| ID  | Foto |                                                              | Objekt                      | Typ | Standort                              | Beschreibung |
| --- | ---- | ------------------------------------------------------------ | --------------------------- | --- | ------------------------------------- | ------------ |
| 20  | BW   | Datei hochladen                                              | Ehemaliges Schulhaus (1832) | G   | Haldenweg 1 612687 / 189483           |              |
| 48  | BW   | Datei hochladen                                              | Speicher (1570)             | G   | Konolfingenstrasse 4a 612777 / 189670 |              |
| 117 | ja   | Datei hochladen · Wikidata zu Bauernhaus (1836) (Q124635285) | Bauernhaus (1836)           | G   | Wolfmattweg 2 612753 / 189574         |              |
| 141 | BW   | Datei hochladen                                              | Speicher (1808)             | G   | Tägertschistrasse 8a 612681 / 189678  |              |
| 141 | ja   | Datei hochladen                                              | Bauernhaus (1860)           | G   | Tägertschistrasse 10 612642 / 189709  |              |
| 173 | ja   | Datei hochladen                                              | Hühnerhaus-Speicher (1817)  | G   | Tägertschistrasse 41c 612170 / 189835 |              |
| 219 | BW   | Datei hochladen                                              | Wohnstock (1840)            | G   | Dorfstrasse 28 612682 / 189324        |              |
| 474 | ja   | Datei hochladen                                              | Wohnstock (1840)            | G   | Wolfmattweg 5 612816 / 189609         |              |

Hinweis zur Legende: Anstelle der KGS-Nummer wird als Objekt-Identifikator (ID) die Grundstücksnummer verwendet.